# Mistaken Point
La reserva ecològica de Mistaken Point és un àrea silvestre que es troba a l'extrem sud-est de la península d'Avalon, a Terranova i Labrador, Canadà que conté el Mistaken Point, el lloc de fòssils de l'Ediacarià que representen la més antiga vida multicel·lular a la Terra.
Situat en l'extrem sud-oriental de l'illa canadenca de Terranova, enfront del litoral aquest del subcontinent septentrional americà, aquest lloc fossilífer s'estén al llarg d'una estreta franja de 17 km. de longitud formada per penya-segats abruptes. Sorgits del fons del mar, aquests penya-segats daten del Període Ediacàric (uns 580 a 560 milions d'anys enrere). En ells es poden observar els conjunts més antics de fòssils assemblats de gran grandària descoberts fins ara, que il·lustren un moment crucial de la història de la vida a la Terra: l'aparició d'organismes biològicament complexos de grans dimensions, després d'una fase de l'evolució que va durar tres mil milions d'anys i va estar presidida pel predomini dels microbis.
Més de 10.000 impressions fòssils, que van des d'uns pocs centímetres fins a gairebé 2 metres de longitud, són fàcilment visibles per a l'estudi científic al llarg de la costa de Mistaken Point. Aquests fòssils mostren un punt d'inflexió crític en la història primerenca de la vida a la Terra: l'aparició d'organismes grans i biològicament complexos, incloent els primers animals ancestrals.

## Història

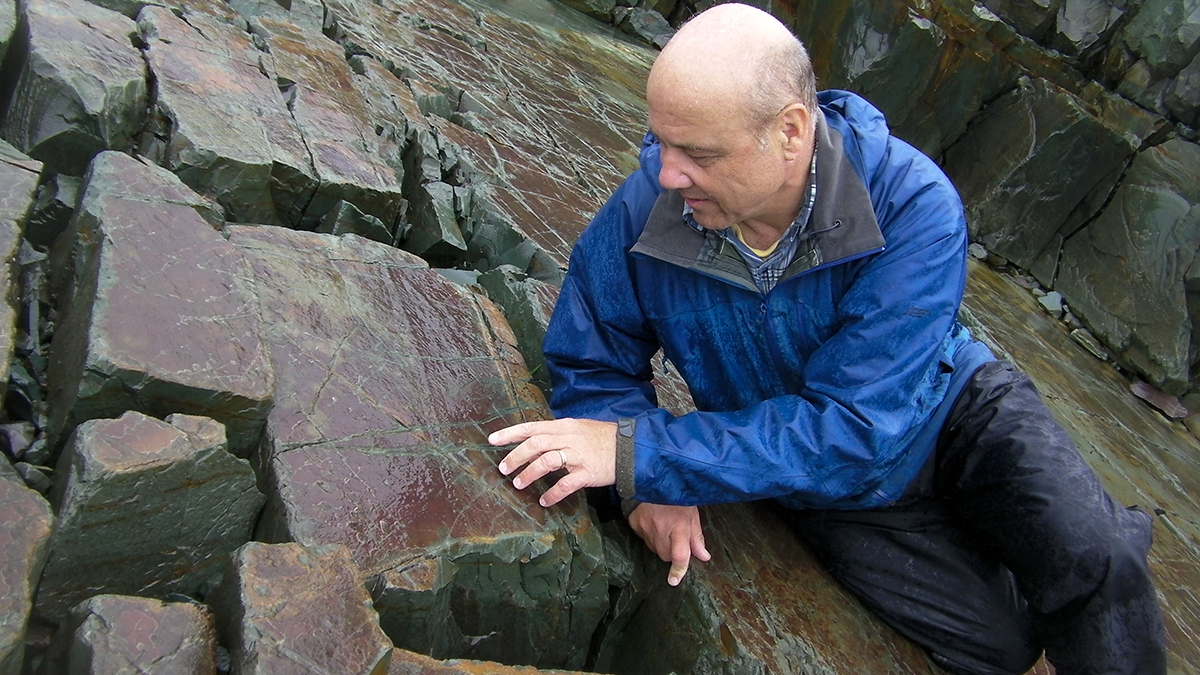
Guy Narbonne inspeccionant un fòssil de l'animal multicel·lular més gran i antic de la Terra

El primer fòssil que es va trobar a la zona, (un fòssil de Fractofusus misrai), va ser descobert el juny de 1967 per Shiva Balak Misra, un estudiant indi de geologia a la Memorial University de Terranova.
La reserva va ser establerta primer provisionalment pel govern provincial l'any 1984 i va ser designat de manera permanent el 1987. Més tard, es va ampliar l'any 2009 després de més descobriments fòssils.
Els llocs amb fòssils al llarg de la costa, dins de la reserva, van ser inscrits a la llista de Patrimoni de la Humanitat de la UNESCO el dia 17 de juliol del 2016.